# シットウェ
シットウェ（Sittwe; ビルマ語: စစ်တွေ、ALA-LC翻字法: Cacʻ tve、IPA: /sɪʔtwè/ スィットウェー）は、ミャンマー西部ラカイン州の州都。旧名・アキャブ（Akyab）。バングラデシュやインドとの国境に近い。2014年の人口は約14.9万人だった。
ラカイン語では စိုက်တွေ（ALA-LC翻字法: Cuikʻ tve、IPA: /saɪʔtwè/）、つまり「サイットウェー」に近い発音となる。

## 歴史
元々は小さな漁村だった。
1784年、コンバウン朝の第六代ボダウパヤ王が、アラカン王国を征服する為に3万人の兵を送った。アラカン王国の3000人の兵はこの地で抵抗したが、壊滅した。

この戦闘で首都のミャウウーまでの道が開き、直ちに征服された。アラカン人の独立は終わり、兵士は全員が殺害された。
1826年、第一次英緬戦争によってコンバウン朝からイギリスに割譲された。割譲後は特に米を扱う商業港として発展した。また、ラカイン州の州都が内陸から沿岸部のシットウェに移った。
1866年、シットウェの人口は1万5536人に増加した。
1879年、ミャンマーで初めてイギリス植民地に抵抗した僧のウー・オッタマがシットウェで産まれた。
1901年、シットウェの人口は3万1687人に増加し、ビルマ第三の港になった。
第二次世界大戦のビルマの戦いで、空港と水深の深い港を持つシットウェは日英軍による争奪戦の舞台となった（第一次アキャブ作戦、第二次アキャブ作戦）。
2007年、サフラン革命ではシットウェの僧が軍政への抗議を始めた。
2012年、仏教徒がロヒンギャの家に放火し始めた。政府は何万人ものロヒンギャをシットウェの収容所に入れた。
2015年、ロヒンギャ難民危機ではミャンマーとバングラデシュから推定2.5万人のロヒンギャが船で避難した。

2023年5月14日、サイクロン・モカがカテゴリー4の勢力で上陸。

## 治安
- 2014年3月26日、国際的な民間医療支援団体のアメリカ人活動家が仏教旗を冒瀆したとして、数百人の仏教徒が暴動を起こした。翌3月27日には、暴徒が世界食糧計画（WFP）の倉庫を襲撃。治安部隊の威嚇射撃（流れ弾）により1名が死亡した[4]。

## ギャラリー

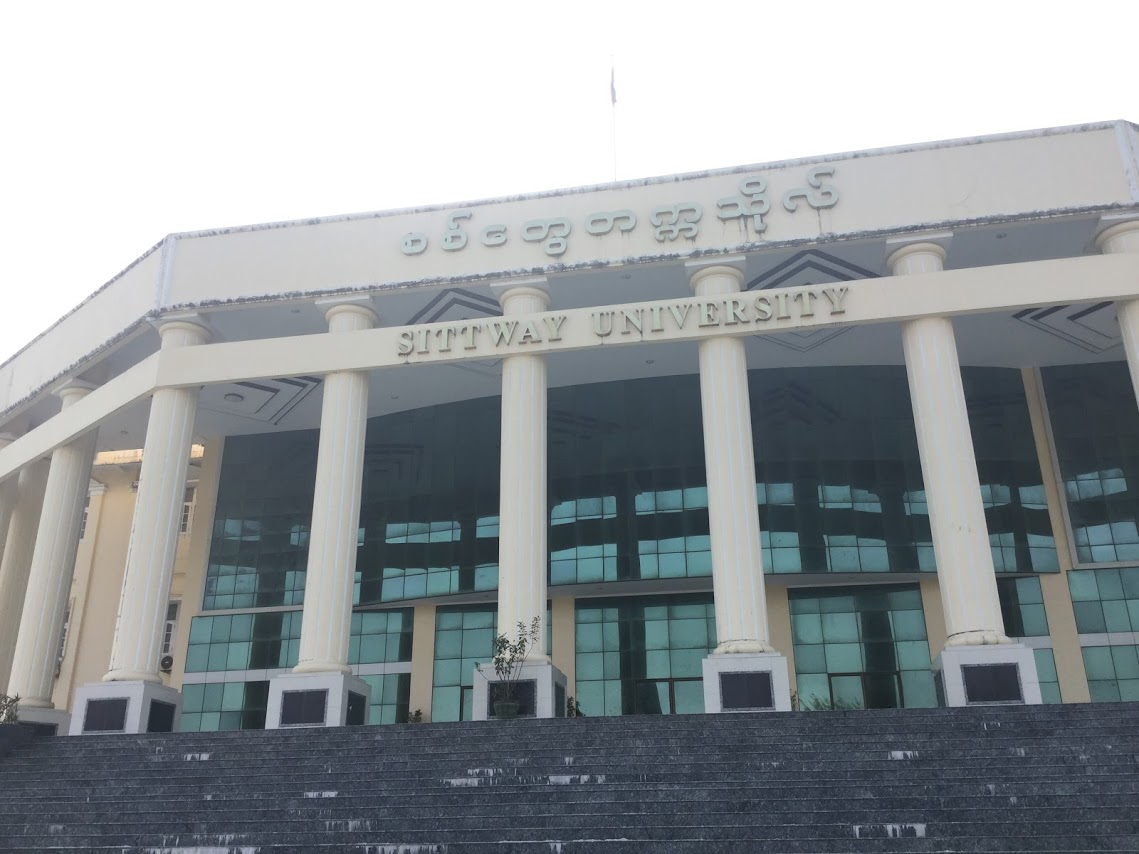
Sittwe University